# Maurice Wacrenier
Maurice François Jean-Baptiste Wacrenier (Anvaing, 20 juli 1879 - Doornik, 23 juni 1963) was een Belgisch senator.

## Levensloop
De industrieel Wacrenier werd in 1920 liberaal senator voor het arrondissement Doornik, in opvolging van de overleden Octave Battaille. Hij vervulde dit mandaat tot in 1925.